# Sight point (for Leo Castelli)
Sight point (for Leo Castelli) is een kunstwerk in Amsterdam-Zuid.
Het kunstwerk is een creatie van de Amerikaanse kunstenaar Richard Serra (1938-2024). Het beeld vloeide voort uit een prijsvraag rond 1972 uitgeschreven door de Wesleyan University in Middletown (Connecticut). Ondanks dat hij de prijsvraag won, wilde de universiteit niet tot plaatsing overgaan vanwege de grootte van het object. Even later ontmoette de kunstenaar Edy de Wilde, directeur van het Stedelijk Museum Amsterdam. Hij zag wel mogelijkheden om het gigantisch werk te plaatsen in “zijn” museumtuin. Het werd er in 1975 geplaatst. Het was Serra’s eerste werk binnen een categorie grote beelden. Richard Serra maakte een plastiek van drie weervaste staalplaten. Weervast staal is daarbij een legering van koper, fosfor, silicium, nikkel en chroom. Deze legering heeft de eigenschap onder corrosie roodbruin te kleuren, hetgeen ook direct na plaatsing een aanvang nam, maar meer dan een jaar in beslag nam. De platen zijn elk 11,7 bij 3 meter elk en elk wegend 17.000 kilo. De platen staan scheef ten opzichte van elkaar maar raken elkaar aan de bovenzijde als in een driehoek. Samen met het contact met de grond houden de platen zich zodoende in evenwicht. Dit werd een handelsmerk van de kunstenaar, die zich lage tijd door een ingenieur liet begeleiden voor dit soort kunstwerken. Door rond of onder de platen te lopen verandert mede vanwege de grootte de indruk die de kijker krijgt van het beeld, er verschuift iets in het perspectief van het beeld.
De museumtuin aan het Museumplein ging als gevolg van de herinrichting van dat plein aan het eind van de jaren negentig op de schop, waarmee ook dit beeld verdween. Die herinrichting werd gevolgd door de sloop van een deel van het Stedelijk Museum en de wederopbouw daarvan (bekend als De Badkuip) onder leiding van architect Mels Crouwel. Er was overeenstemming tussen de directeur (Gijs van Tuyl), de architect en de kunstenaar om het beeld vervolgens te plaatsen op een nieuw ontstaan plein aan de zuidoostelijke kant van het museum. In de nazomer van 2013 werd het beeld door middel van kranen teruggeplaatst, onder directeur Ann Goldstein.

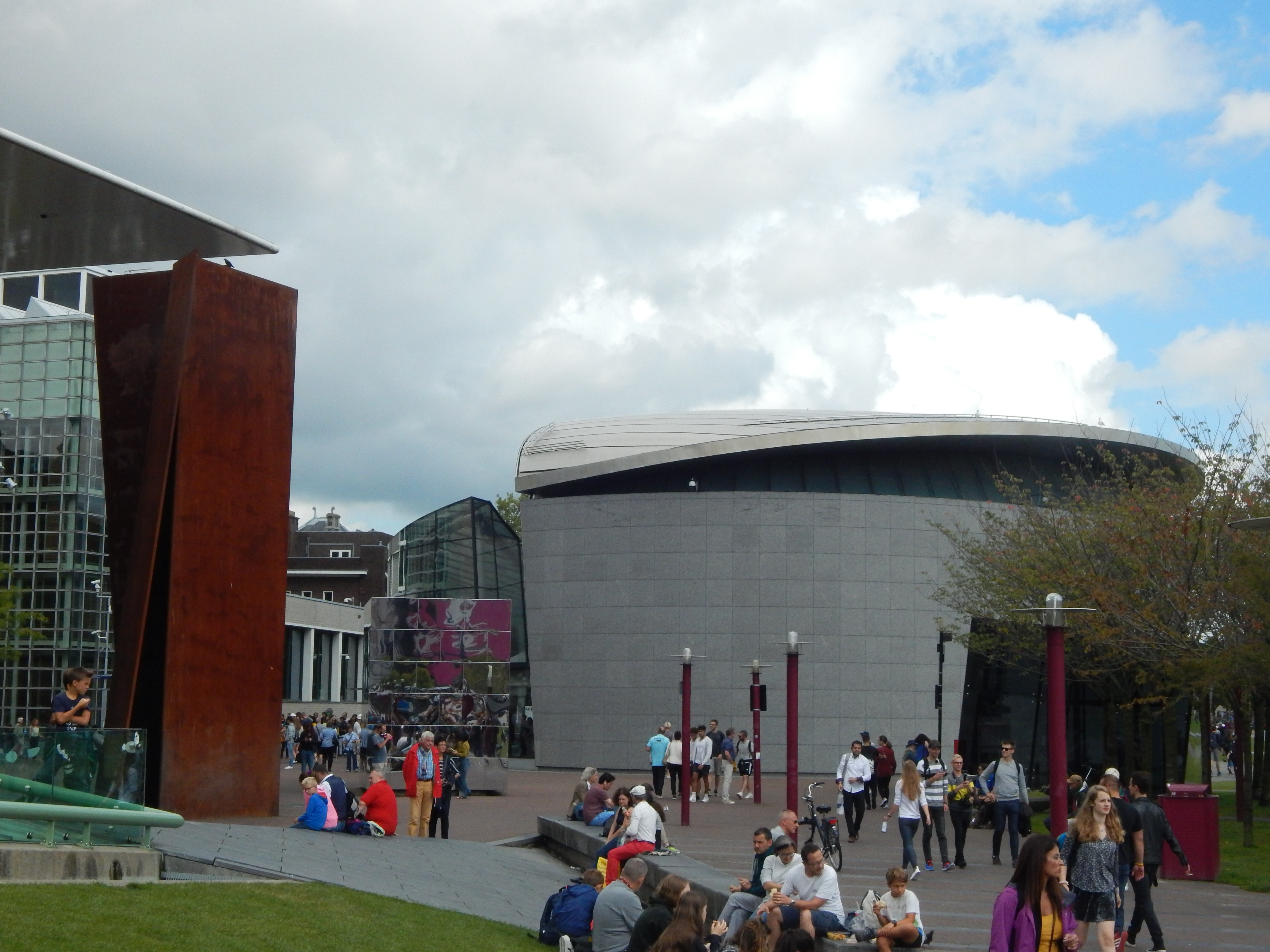
Sight point met het Van Goghmuseum (augustus 2017)